# Mein neuer Freund
Mein neuer Freund ist eine für ProSieben produzierte Reality-TV-Serie aus dem Jahr 2005. Hauptdarsteller ist Christian Ulmen, der verschiedene Charaktere spielt, um mit einem Kandidaten oder einer Kandidatin ein Wochenende zu verbringen. Bei der Serie handelt es sich um eine Adaption der britischen Serie My New Best Friend.

## Konzept
Ein Kandidat muss ein komplettes Wochenende mit einer ihm unbekannten Person verbringen, die ein für ihn unangenehmer, nervtötender Charakter ist, dessen Identität und Eigenschaften jedoch vorher nicht bekannt sind. Der Kandidat muss alles ertragen, was diese Person tut oder verlangt, und sie gegenüber Freunden und Eltern als neuen Freund vorstellen. Der Kandidat und sein „neuer Freund“ sind während des Wochenendes die einzigen auftretenden Personen, die wissen, dass alles gefilmt wird und die Beziehung nur vorgetäuscht ist. Wenn der Kandidat die ständigen Provokationen übersteht, gibt es einen Gewinn in Höhe von 10.000 Euro. Die Person des „neuen Freundes“ überreicht in diesem Fall das Geld unter einem Vorwand und verlässt den Raum. Der Kandidat hat allerdings jederzeit die Möglichkeit, das Spiel vorzeitig abzubrechen. Jedoch gilt in diesem Fall das Spiel als verloren und es gibt keinen Gewinn. Christian Ulmen spielt entsprechend verkleidet (und daher vom Kandidaten unerkannt) jeweils diesen „neuen Freund“.

## Folgen
Knut
Der ungepflegte Alleinunterhalter Knut Hansen erkennt als einziger sein Talent. Kandidatin Diana (26) erträgt seinen Gestank und seine Auftritte bis zum Ende.
Uwe
Das unbeholfene Muttersöhnchen Uwe Wöllner nervt Anika (26) mit einer Allergie gegen fast alles. Die Kandidatin hält es nicht aus, weshalb sie das Spiel aufgibt.
Alexander
Kandidatin Franziska (24) lässt sich von dem reichen, menschenverachtenden Schnösel Alexander von Eich aus bestem Adelshause nicht aus der Ruhe bringen und gewinnt das Geld.
Veith
Der Therapeut und Motivationstrainer Veith entführt André (30) in die Homosexualität, aber der Kandidat übersteht die Episode.
Ecke
Der nichtsnutzige, drogensüchtige Rapper Ecke im Bob-Marley-Outfit beleidigt erst die Freunde von Kandidatin Sabine (26) und will dann noch deren Mutter sehen, Sabine gibt auf.
Collin
Der schizophrene Amerikaner Collin Brown glaubt an Aliens. Kandidatin Yvonne (27) gewinnt in der Realität 10.000 Euro.
Jürgen
Der kleinkriminelle Prolet Jürgen Wegmann präsentiert dem Vater der Kandidatin Sandra (28) eine Geschäftsidee mit Telefonsex und überreicht ihr am Ende 10.000 Euro.
Martina
Kandidat Christoph muss die transgeschlechtliche Nervensäge Martina Kandel seinen Eltern als ehemaligen Schulfreund vorstellen und wird mit dem Gewinn belohnt.
Marcel
Der aufgedrehte Mann mit Pudelmütze versucht ständig, besonders cool zu erscheinen. Kandidat Mike beendet das Spiel, als Marcel ihn auf seine Mutter anspricht. (Diese Folge wurde nicht ausgestrahlt und erschien nur auf der DVD.)

## Ausstrahlung
Die erste Folge wurde am 10. Januar 2005 ausgestrahlt. Diese sahen lediglich 1,20 Millionen Zuschauer bei einem Marktanteil von 3,7 Prozent. In der Zielgruppe der 14- bis 49-Jährigen betrug der Marktanteil 6,8 Prozent. Weil die erste Folge der Serie nicht die von ProSieben gewünschten Marktanteile erreichte, nahm der Sender das Format vorübergehend aus dem Programm und zeigte stattdessen am 17. Januar Die nervigsten Dinge der 90er – Der Comedy-Rückblick von A bis Z. Aufgrund massiver Proteste bei einer von Fans initiierten Internet-Petition nahm ProSieben die Serie kurzfristig wieder auf. Der Sendeplatz war schließlich donnerstags gegen 23:15 Uhr nach TV total. Geplante Folgen des Formats Elton vs. Simon wurden verschoben. Die zweite Folge am 24. Februar 2005 um 23:15 Uhr sahen dann 0,76 Millionen Zuschauer bei einem Marktanteil von 6,2 Prozent. Mein neuer Freund lief dann mit bis zu 20 % Marktanteil bei den 14- bis 29-Jährigen. Trotz deutlich besserer Marktanteile als bei Ausstrahlung der ersten Folge lagen die Quoten weiterhin unter Senderschnitt.
Mein neuer Freund wurde mehrmals bei MTV wiederholt, u. a. ab Januar 2006. Eine weitere Wiederholung lief Anfang 2008 bei Comedy Central. In einem abschließenden Special kommentierte Christian Ulmen die einzelnen Charaktere und Kandidaten. Es wurde eine DVD veröffentlicht, auf der es eine zusätzliche, nicht im TV ausgestrahlte Folge gibt.

## Auszeichnung
Die Serie war 2005 für den Deutschen Fernsehpreis in der Kategorie „Beste Comedy“ nominiert. Den Preis gewann jedoch die Improvisationsshow Schillerstraße. 2006 wurde die DVD mit einer Goldenen Schallplatte für über 25.000 verkaufte Einheiten ausgezeichnet.

## ulmen.tv
Die Rollen Alexander von Eich, Knut Hansen, Uwe Wöllner und auch Ecke, der hier Maurice Horstmann heißt, wurden in das Nachfolgeformat ulmen.tv übernommen. Bei ulmen.tv gibt es keine Kandidaten mehr, die mit einem der Charaktere ein Wochenende verbringen sollen. Im Gegensatz zu Mein neuer Freund wurden die Videos von ulmen.tv seit Ende August 2008 zuerst nur im Internet gezeigt und konnten bei 3min.de gesehen werden. Erst später folgte eine Ausstrahlung ausgewählter Folgen von ulmen.tv auch im Fernsehen bei den Sendern Comedy Central (ab dem 19. Oktober 2008) und MTV (ab dem 23. Oktober 2008). Am 15. Mai 2009 erschien die 3er DVD-Box „Best of ulmen.tv“. Seit dem 11. Oktober 2012 liefen zunächst 20 Folgen auf Tele 5. Zeitweise waren alle Folgen auf ulmen.tv zu sehen.

## My New Best Friend
Das englische Original wurde 2003 auf Channel 4 ausgestrahlt. Hauptdarsteller in den sechs Folgen war der Comedian Marc Wootton. Vier seiner Charaktere wurden in der deutschen Version kopiert (Stevie – Veith; Simon – Marcel; Gary – Jürgen; Sasha – Alexander von Eich). My New Best Friend gewann 2004 die Rose d’Or in der Kategorie „Game Show“.